# رناتو پرونا
رناتو پرونا (ایتالیایی: Renato Perona; ۱۴ نوامبر ۱۹۲۷ – ۹ آوریل ۱۹۸۴) دوچرخه‌سوار اهل ایتالیا بود.
وی در مسابقات کشوری و بین‌المللی در مجموع برندهٔ ۱ مدال طلا شده‌است.